# Allée des baobabs
L’allée des baobabs ou avenue des baobabs est un groupe de baobabs qui bordent la route de terre entre Morondava et Belon'i Tsiribihina dans la région de Menabe dans l'ouest de Madagascar. C'est une aire protégée depuis 2007.
Cet ensemble spectaculaire constitue une attraction touristique notoire et l'un des sites les plus visités de la région.
Sa conservation fait l'objet d'efforts locaux avec notamment une protection temporaire en juillet 2007 par le ministère de l'Environnement, des Eaux et Forêts,  qui est la première étape vers la classification de « monument national » à Madagascar.

## Description
Une douzaine d'arbres de 30 mètres de hauteur bordent cette avenue, de l'espèce Adansonia grandidieri, endémique de Madagascar. Les baobabs, vieux de plus de 800 ans, connus localement sous le nom de renala (malgache pour « mère de la forêt »), sont un héritage des forêts tropicales denses qui ont prospéré à Madagascar. Les arbres n'ont pas grandi isolément dans ce paysage sec et broussailleux mais ont fait partie d'une forêt dense aujourd'hui disparue (il ne reste plus que 10 % de forêts primaires dans le pays). Au fil des années, avec l'augmentation de la population du pays, les forêts ont été abattues pour l'agriculture, laissant seulement les baobabs, que les locaux préservent aussi bien par respect que pour leur valeur en tant que source de nourriture et matériaux de construction.

## Menaces

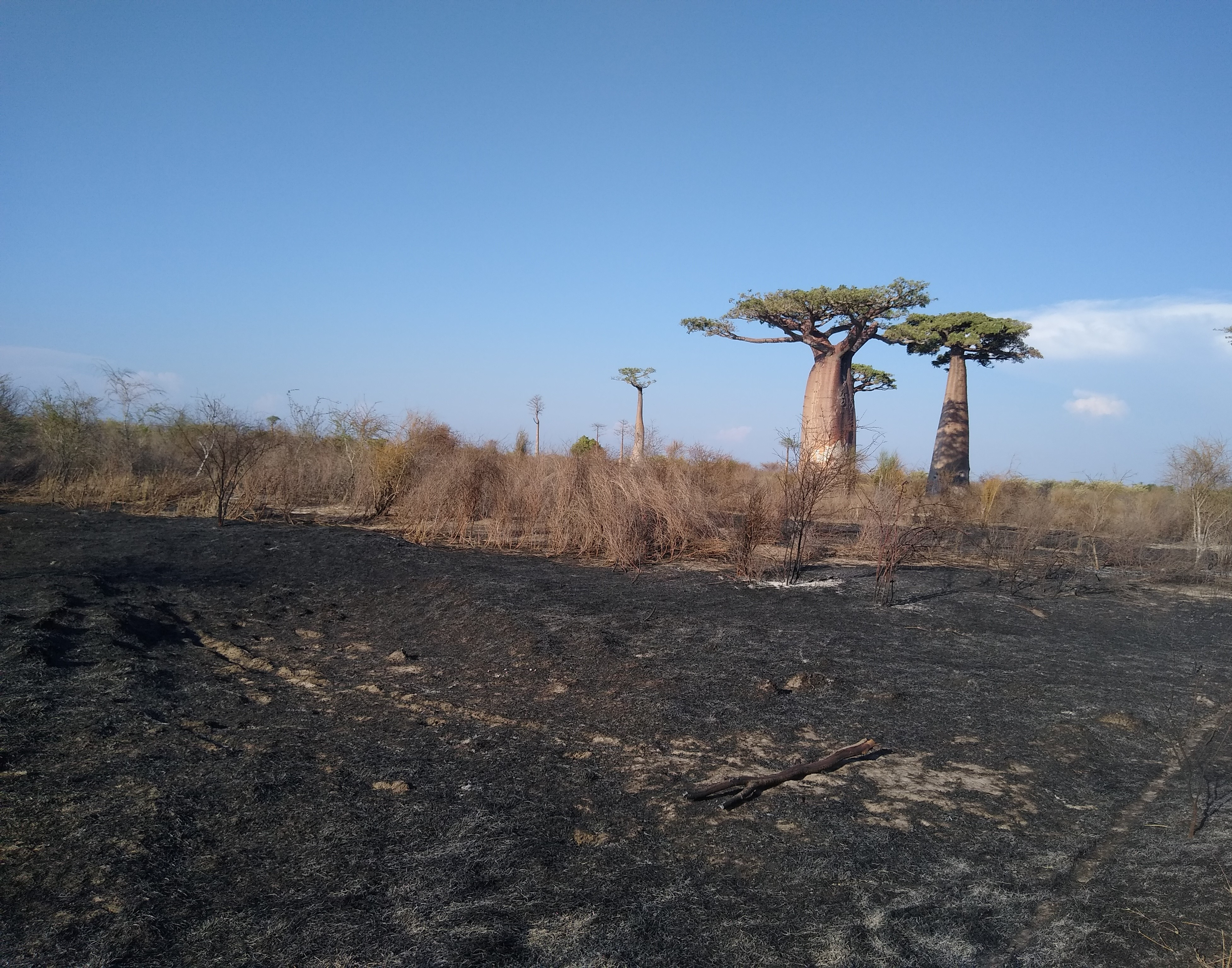
Les suites d'un feu de brousse.

Cet espace n'est pas un parc national, et les arbres sont menacés par la déforestation, les effluents des rizières et des plantations de canne à sucre, et les feux de broussailles et de forêt. 

## Tourisme
Malgré sa popularité comme destination touristique, ce site n'a pas de centre d'accueil des visiteurs ni de droit d'entrée et les résidents locaux ne perçoivent que très peu de revenus du tourisme.
Conservation International, en partenariat avec Fanamby, une ONG malgache, a lancé un projet d'écotourisme ayant pour but la conservation de l'endroit et l'amélioration des conditions économiques pour la communauté locale. Des nouveaux aménagements sont construits en 2018.

## Galerie

Allée des baobabs
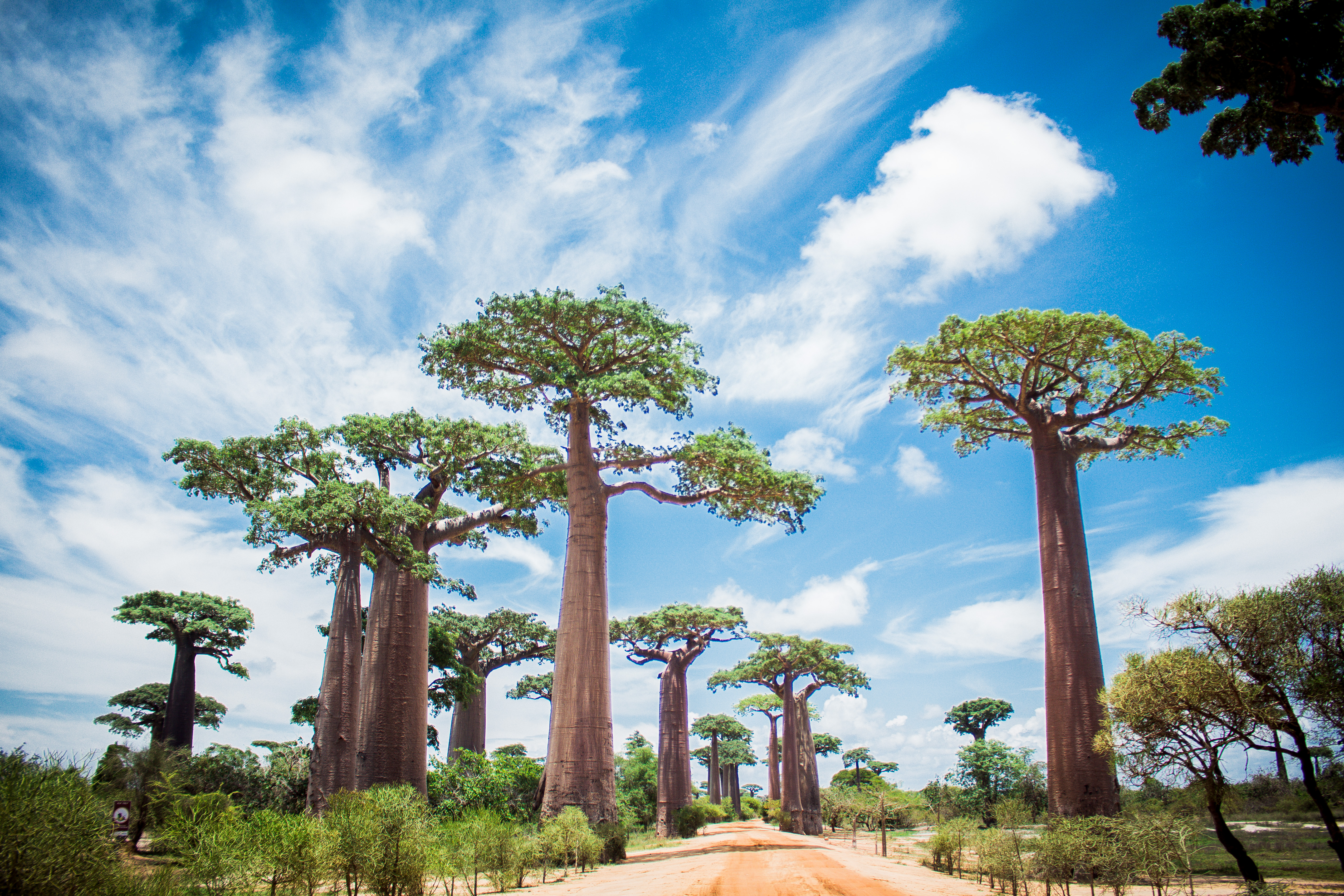
Allée de baobab, Morondava/Madagascar
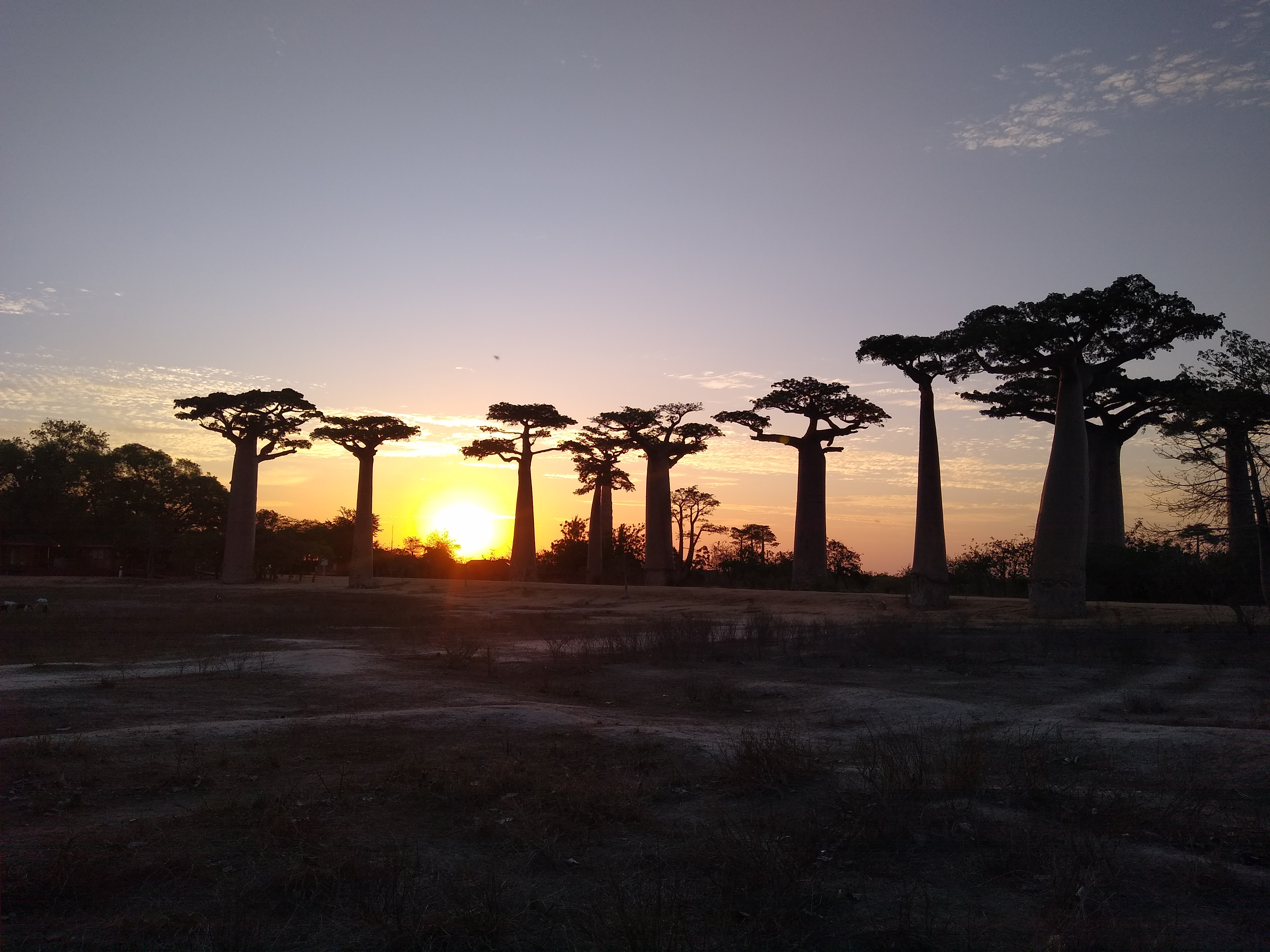
Allée des baobabs au coucher de soleil
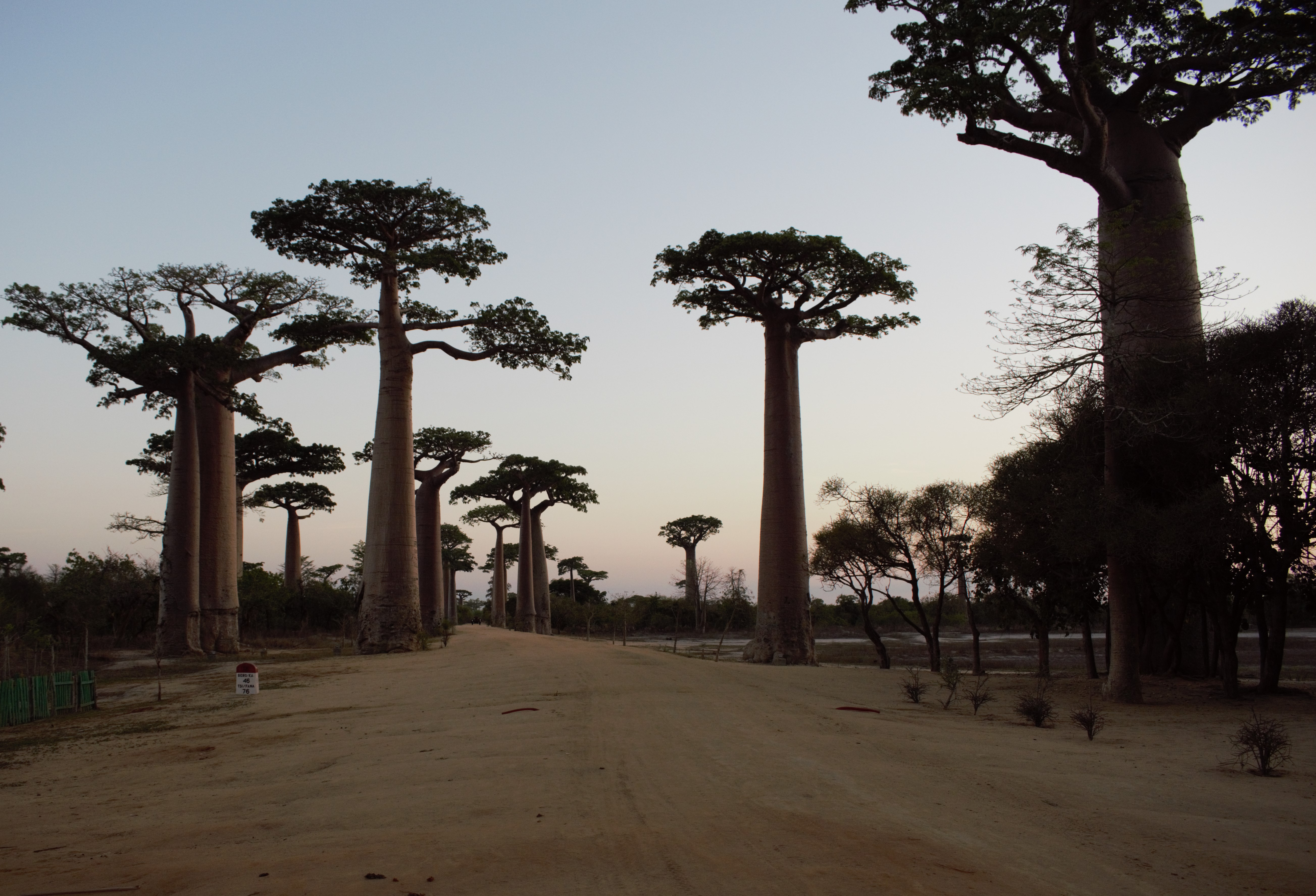